# Root name server
DNS root Server là một dịch vụ phân giải tên miền gốc. Sở dĩ nó có tên gọi như vậy là vì tất cả các tên miền trên thế giới đều phải thông qua nó. Trên thế giới có khoảng 13 DNS root Server.
DNS root server quản lý tất cả các tên miền Top level. Các tên miền này có thể kể đến như:.com,.org,.vn,.net,... Khi có một yêu cầu phân giải một Domain Name thành một địa chỉ Ip, client sẽ gửi yêu cầu tới DNS gần nhất(DNS ISP). DNS ISP sẽ kết nối tới DNS root Server để hỏi địa chỉ của một Domain Name. DNS root Server sẽ căn cứ vào những Top Level của một Domain Name mà từ đó có những hướng dẫn thích hợp nhằm chuyển hướng cho máy khách đến đúng địa chỉ nó cần truy vấn.